# Psathyrella aquatica
Псатирелла водная(лат. Psathyrella aquatica) — вид грибов рода Псатирелла. Первый описанный пластинчатый гриб, образующий плодовые тела и спороносящий под водой. Обнаружен в 2005 году профессором Университета Южного Орегона Р. Коффеном (Robert Coffan), описан в 2010 году в журнале Mycologia.

## Описание
Шляпка колокольчатая, диаметром 0,8—1,5 см, светло-коричневая или коричневато-серая, иногда с оранжево-коричневым диском в центре, гигрофанная, гладкая, может быть пёстрая или бороздчатая.
Мякоть тонкая, от светло-коричневой до оранжево-коричневой, без выраженного запаха.
Ножка высотой 4—9,5 см и диаметром в верхней части 1—2,2 мм, к основанию утолщается до 1,8—3,2 мм, полая, волокнистая, с пушистыми ризоморфами и войлочным мицелием, выходящим из основания. Поверхность ножки от беловатого до бледно-жёлтого цвета, покрыта белыми или сероватыми волосками.
Пластинки приросшие, светло-коричневые, плотно покрыты тёмными пятнами спор. Имеются укороченные пластинки длиной от 1/4 до 1/2 радиуса шляпки.
Остатки покрывал отсутствуют.
Споровый порошок пурпурно-чёрный, споры гладкие, эллиптические, с порой прорастания, при микроскопировании тёмно-красно-коричневые (в воде или реактиве Мельцера), в растворе гидроксида калия цвет меняется на серо-коричневый, в серной кислоте на сиреневый. Размеры спор 10—14×6—8 мкм, в среднем 12,3×6,9 мкм.
Базидии булавовидные, четырёхспоровые, бесцветные, размерами 32—40×10—13 мкм. Хейлоцистиды вздутые, тонкостенные, бесцветные, с заострённым апексом или продолговатыми придатками, размерами 25—45×10—18 мкм. Плевроцистиды рассеянные, также вздутые, тонкостенные, бесцветные, с заострённым апексом, размерами 25—40×10—13 мкм. Каулоцистиды расположены пучками, от цилиндрической до вздутой формы, тупые, размерами 32—40×10—13 мкм.
Пилеипеллис клеточного строения, с одним слоем сферических или изодиаметрических вздутых клеток диаметром 25—35 мкм, на «ножках» размерами 30—50×3—5 мкм, погружённых в траму шляпки. Трама шляпки состоит из переплетённых тонкостенных гиф диаметром 8—15 мкм. Гифы ножки параллельные, 35—70×8—14 мкм. Пряжки имеются на мицелии в основании ножки, в других частях отсутствуют.

## Экология и распространение
Известно единственное место произрастания Psathyrella aquatica — верхнее течение реки Рог в Орегоне, США, на территории национального леса «Река Рог — Сискию» (англ. Rogue River – Siskiyou National Forest). Плодовые тела появляются под водой на глубине до 0,5 метра, в местах с быстрым и даже бурным течением. Они прикрепляются к частицам ила, гравия, остаткам древесины, обычно соседствуют с колониями водного мха Scleropodium obtusifolium и цианобактерий рода Анабена (Anabaena). Плодовые тела часто покрыты пузырьками газа, который образует сплошной «карман» под шляпкой. Споры, выделяющиеся пластинками, скапливаются на нижней поверхности этого пузыря. 
Psathyrella aquatica — первый обнаруженный пластинчатый гриб, ведущий водный образ жизни. Ранее в пресных водах были хорошо известны только оомицеты, хитридиомицеты и анаморфные стадии некоторых высших грибов (гифомицеты). Из других грибов, образующих подводные плодовые тела известны небольшое число видов аскомицетов, обитающих в озёрах Японии, Таиланда и Коста-Рики, базидиомицет Gloiocephala aquatica с гладким гименофором из Аргентины и 11 видов морских базидиомицетов с мелкими цифеллоидными плодовыми телами.